# Bhir Mound

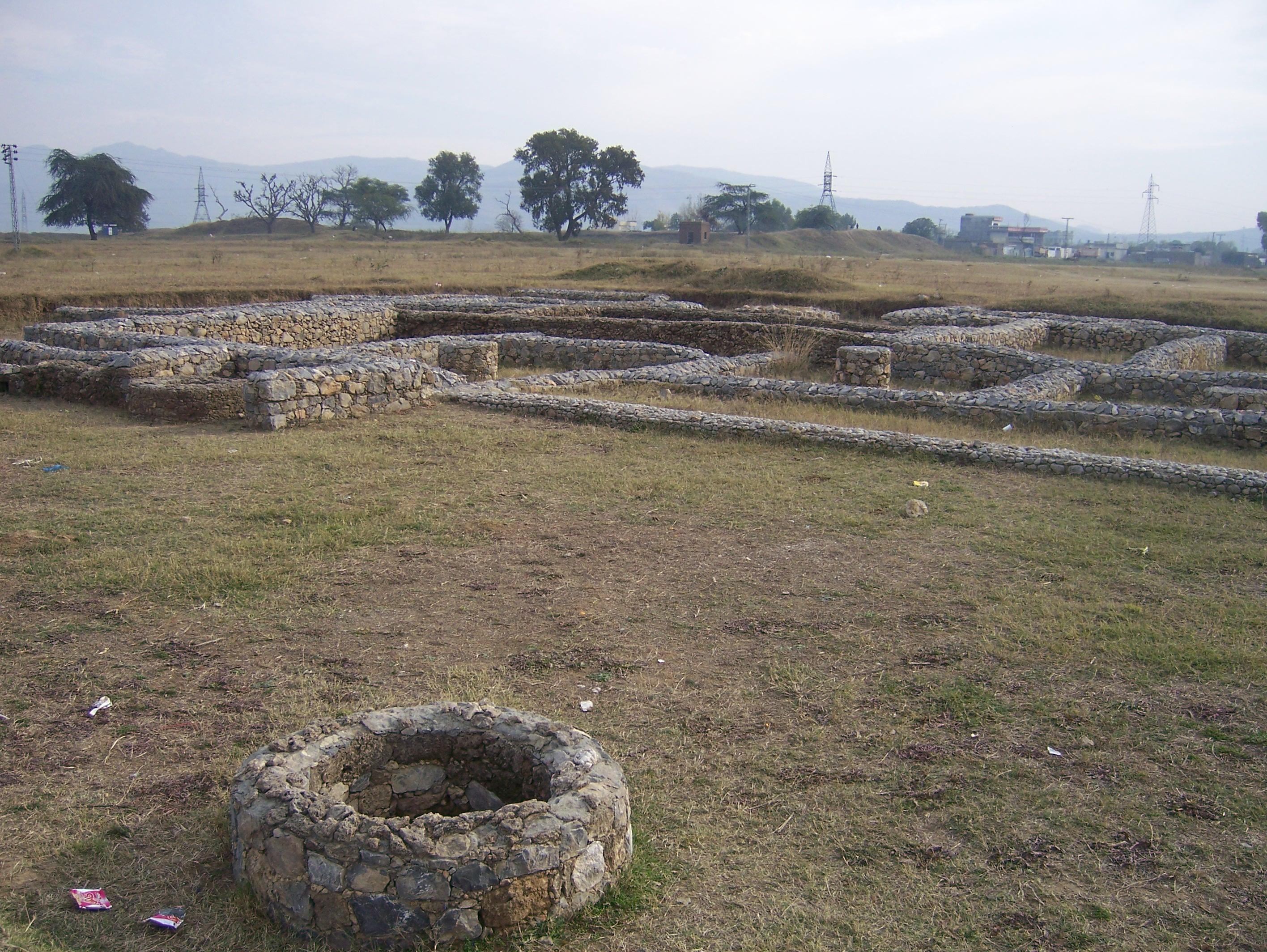
Die Ruinen von Bhir Mound, Taxila, Pakistan

Bhir Mound (Urdu: بھڑ ماونڈ) ist die älteste der Ruinen von Taxila in der pakistanischen Provinz Punjab.

## Ausgrabungen
Die Ruinen von Bhir Mound wurden von 1913 bis 1925 durch Sir John Marshall ausgegraben. Seine Arbeit wurde durch Sir Mortimer Wheeler von 1944 bis 1945 und von Mohammad Sharif von 1966 bis 1967 fortgesetzt. Weitere Ausgrabungen erfolgten 1998–2000 durch Bahadur Khan und 2002 durch Ashraf und Mahmud-al-Hassan.

## Die Ruinen
Die Ruinen bilden eine unregelmäßige Form, die sich etwa 1 km in Nord-Süd-Richtung und etwa 600 Meter in Ost-West-Richtung erstreckt.:72 Die älteste Schicht dieser Ruinen ist aus dem sechsten und fünften Jahrhundert v. Chr. Die zweite Schicht ist aus dem vierten Jahrhundert und war während der Invasion von Alexander dem Großen bewohnt. Die dritte Schicht stammt aus der Zeit der Maurya Könige Indiens (drittes Jahrhundert v. Chr.). Die vierte und oberste Schicht enthält Strukturen aus der Zeit nach der Maurya-Dynastie.
Die Straßen der Standanlage sind eng und die Häuser sind unregelmäßig gebaut. Es gibt auch sonst wenige Anhaltspunkte für städtische Planung. Die Häuser haben nach außen hin keine Fenster. Die Zimmer öffneten sich zu einem Hof im Inneren. Die Höfe waren offen und groß mit 15 bis 20 angrenzende Räume.:73
Die Ruinen gehören zu der UNESCO-Welterbeliste der UNO seit 1980 als Teil von Taxila.

## Geschichte
Es wird allgemein angenommen, dass Dareios I. in 518 v. Chr. Bhir Mound eroberte. Aber diese Behauptung fußt nur auf textuellen Erwähnungen. 326 kam Alexander der Große nach Indien und eroberte diese Gegend. Es ist berichtet worden, dass Raja Ambhi den Griechenkönig hier empfing. Er ergab sich den Armeen Alexanders und unterstützte ihn mit einer Soldatenschaar mit Elefanten. 316 v. Chr. eroberte Chandragupta von Magadha, der Gründer der Maurya-Dynastie, den Punjab. Taxila verlor seine Unabhängigkeit und wurde zu einer Provinzhauptstadt. Die Stadt blieb aber weiterhin als Zentrum der Administration, Bildung und Handel bedeutend. Während der Zeit des Enkels von Chandragupta, Ashoka, gewann der Buddhismus an Bedeutung und die ersten buddhistische Mönche ließen sich hier nieder. Auch über Ashoka selbst wird gesagt, dass er als Vize-König seines Vaters hier residierte. In 184 v. Chr. eroberten die Griechen von Baktrien erneut die Gandhara und die Punjabregion. Hiernach residierte ein griechischer König, Demetrius, in Taxila.